# Lois Nettleton

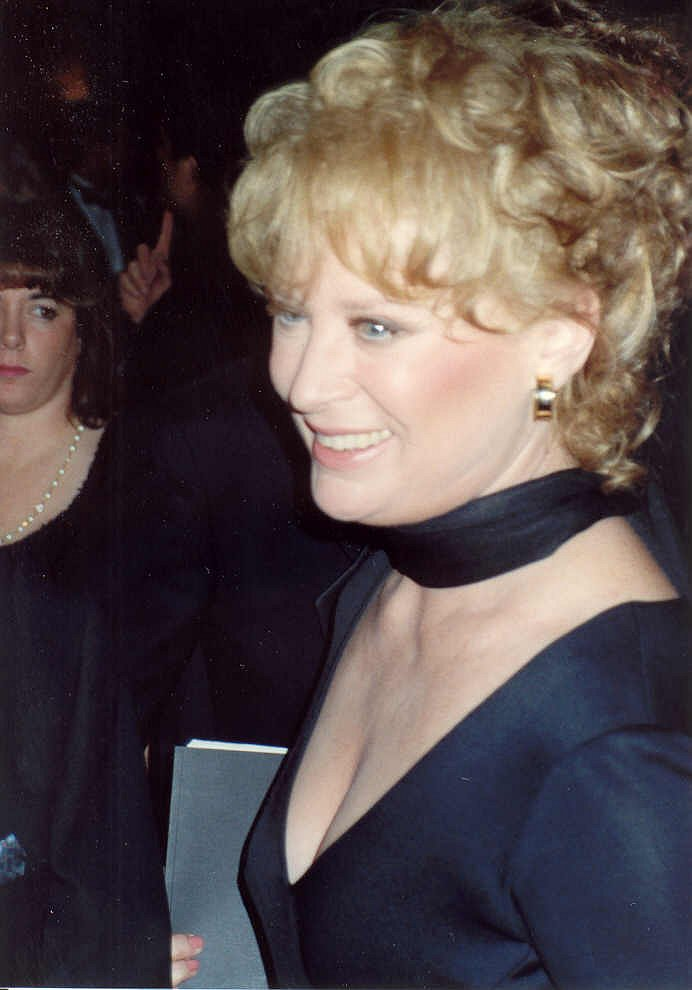
Lois Nettleton

Lois June Nettleton (* 6. August 1927 in Oak Park, Illinois, USA; † 18. Januar 2008 in Woodland Hills, Kalifornien, USA) war eine amerikanische Schauspielerin.

## Leben
Sie studierte Schauspiel am Chicagoer Goodman Theater und später in den Actor Studio in New York City. 1948 wurde die Schauspielerin zur Miss Chicago gekürt. Ihr Broadway-Debüt gab sie 1949. Lois Nettleton startete ihre Filmkarriere 1957, an der Seite von Walter Matthau, in Das Gesicht in der Menge. In den darauf folgenden Jahren war die Schauspielerin in zahlreichen Filmen und Fernseh-Produktionen zu sehen. Lois Nettleton bekam 1977 und 1983 einen Emmy verliehen.
Sie war von 1960 bis 1967 mit dem Schauspieler Jean Parker Shepherd verheiratet.
Lois Nettleton starb am 18. Januar 2008 an Lungenkrebs.

## Filmografie (Auswahl)
- 1957: Das Gesicht in der Menge (A Face in the Crowd)
- 1960: Gnadenlose Stadt (Naked City)
- 1961: Rauchende Colts (Gunsmoke) (Fernsehserie)
- 1961: Unglaubliche Geschichten (The Twilight Zone) (Fernsehserie)
- 1962: Zeit der Anpassung (Period of Adjustment)
- 1963: Alfred Hitchcock zeigt (The Alfred Hitchcock Hour) (Fernsehserie)
- 1963: Flieg mit mir ins Glück (Come fly with me)
- 1964, 1966: Auf der Flucht (The Fugitive) (Fernsehserie)
- 1964: Der Wilde von Montana (West of Montana)
- 1964: Dr. Kildare (Fernsehserie)
- 1965: Die Leute von der Shiloh Ranch (The Virginian) (Fernsehserie)
- 1966: Bonanza (Fernsehserie)
- 1966: FBI (The F.B.I.) (Fernsehserie)
- 1966: Tal der Geheimnisse (Valley of Mystery) (Fernsehfilm)
- 1969: Die Letzten vom Red River (The Good Guys and the Bad Guys)
- 1969: Gleich ist es soweit (Any Second now)
- 1970: Der "schärfste" aller Banditen (Dirty Dingus Magee)
- 1971: Der Einsame (The Bull of the West)
- 1971: Panik in den Wolken (Terror in the Sky)
- 1972: Cannon (Fernsehserie)
- 1972: Sein letzter Ritt (The Honkers)
- 1972: Terror in Block C (Women in Chains)
- 1974: Abenteuer der Landstraße (Movin‘ on)
- 1974: Dr. med. Marcus Welby (Marcus Welby M.D) (Fernsehserie)
- 1974: Barnaby Jones (Fernsehserie)
- 1975: Hawaii Fünf-Null (Hawaii Five-0) (Fernsehserie)
- 1975: Kung Fu (Fernsehserie)
- 1975: Die schwarze Liste (Fear on Trial) (Fernsehfilm)
- 1975: Petrocelli (Fernsehserie)
- 1975: The Man in the Glass Booth
- 1976: Echo eines Sommers (Echoes of a Summer)
- 1977: Die Straßen von San Francisco (The Streets of San Francisco) (Fernsehserie)
- 1978: Colorado Saga (Fernsehserie)
- 1980: Love Boat (Fernsehserie)
- 1982: Das schönste Freudenhaus in Texas (The Best Little Whorehouse in Texas)
- 1982: Trapper John, M.D. (Fernsehserie)
- 1982: Butterfly – Der blonde Schmetterling (Butterfly)
- 1984: Mord ist ihr Hobby (Murder, she wrote) (Fernsehserie)
- 1984: Soggy Bottom U.S.A.
- 1985: Hotel (Fernsehserie)
- 1985: Brooklyn Murder (Brass)
- 1986: Golden Girls (Fernsehserie)
- 1986–1987: The Facts of Life (Fernsehserie)
- 1987: Cagney & Lacey (Fernsehserie)
- 1988: Mr. Belvedere (Fernsehserie)
- 1988–1990: In der Hitze der Nacht (In the Heat of the Night) (Fernsehserie)
- 1990: Der rote Blitz (The Flash) (Fernsehserie)
- 1991: Full House (Fernsehserie)
- 1994: Babylon 5 (Fernsehserie)
- 1994: Seinfeld (Fernsehserie)
- 1994: Die Todesliste (The Feminine Touch)
- 1995: Baywatch Nights (Fernsehserie)
- 1995: New Spiderman (Fernsehserie)
- 1996: Skandal in Hollywood (The Making of a Hollywood Madam) (Fernsehfilm)
- 1996–1998: General Hospital (Fernsehserie)
- 1999: Pretender (Fernsehserie)
- 2001: Crossing Jordan – Pathologin mit Profil (Fernsehserie)
- 2006: The Christmas Card (Fernsehfilm)